# 1716 en droit
Cet article présente les faits marquants de l'année 1716 en droit.

## Événements
- 16 janvier, Catalogne : Nueva Planta, traduisant l’abolition des fueros (privilèges) d’Aragon[1]. Le gouvernement des royaumes aragonais est confié à un capitaine général, gouverneur militaire. Des tribunaux royaux, les audiencas, sont institués. Les privilèges fiscaux sont supprimés pour créer un nouvel impôt de répartition.

- 8 février[2] : le tsar de Russie ordonne le recensement de tous les dissidents du Raskol et prend des mesures fiscales (doublement de l’impôt).

- 5 mars, Inde : début des exécutions des Sikhs révoltés par les Moghols. Leur chef Banda Singh Bahadur, emprisonné le 7 décembre 1715, est torturé et exécuté le 9 juin[3]. L’État indépendant sikh est écrasé par l’armée impériale moghole.

- 7 mai : Septennial Act au Royaume-Uni : loi électorale qui prolonge de trois à sept ans la durée légale d’un Parlement[4].

- 18 juin (7 juin du calendrier julien)[5] : le prince valaque Stefan Cantacuzène, accusé d’intrigue avec les Autrichiens, est exécuté à Constantinople.
- 25 juin : traité de Westminster entre l’empereur Charles VI et Georges Ier[6].